# Peugeot 405
Peugeot 405 (укр. Пежо 405) — автомобіль французької компанії Peugeot. Виробництво почалося в 1987 році. В 1988 році 405 був визнаний «Європейським автомобілем року». З 1992 по 2024 роки в Єгипті та Ірані Peugeot 405 продовжували випускати за ліцензією (див. Iran Khodro). За час виробництва в Європі, було зібрано 2 490 963 автомобілі, а в цілому світі 4 987 000. Ця модель є однією з перших французьких передньопривідних автомобілів середнього розміру. Модель 405 прийшла на зміну 505 і запам'яталася високими показниками. Саме ця модель принесла великий успіх компанії Пежо, в основному, завдяки чудовому шасі і надійності комплектуючих.

## Огляд

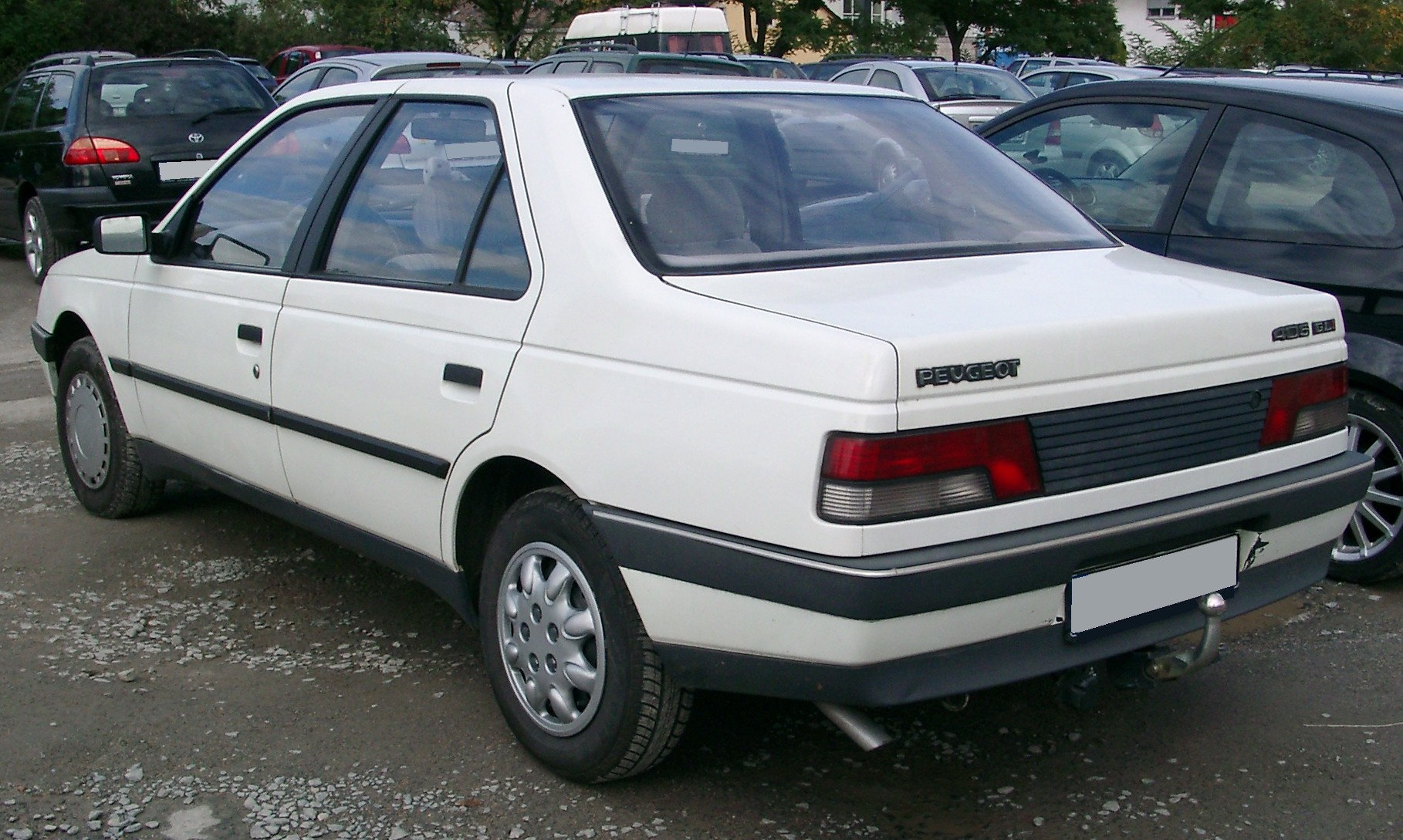
Peugeot 405 (1987-1992)

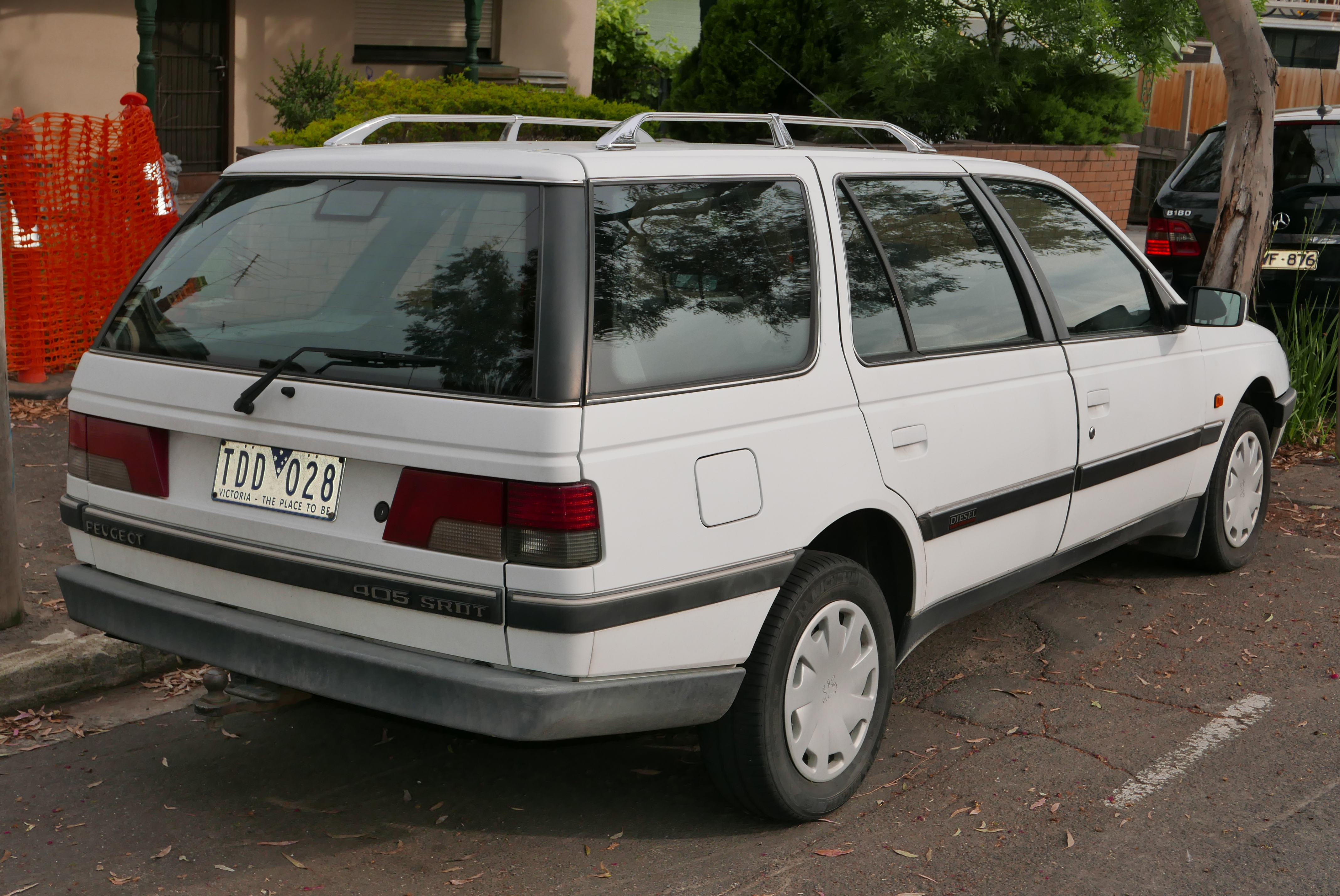
Peugeot 405 Break

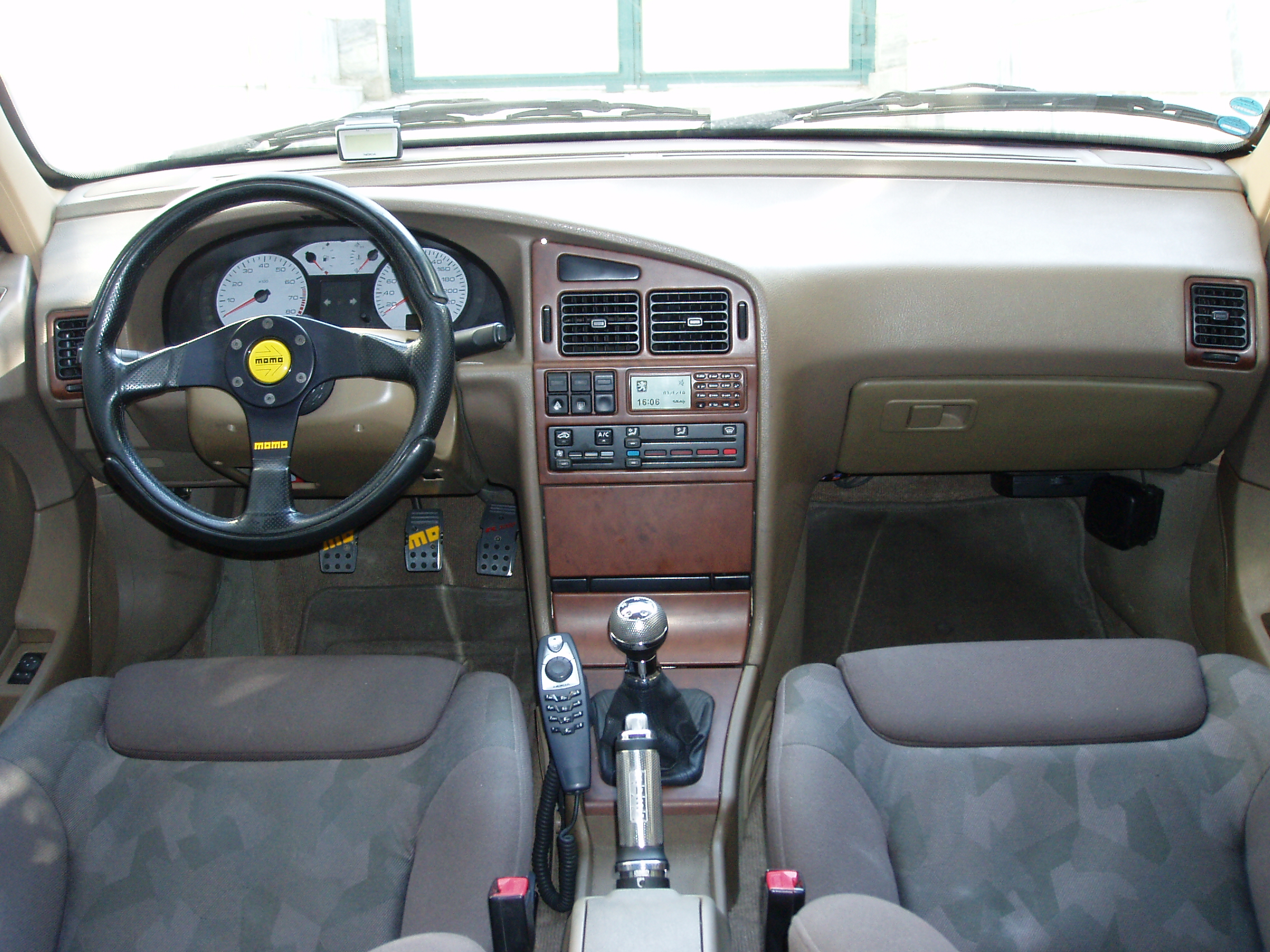

Дизайн Peugeot 405 був розроблений дизайнстудією Pininfarina. Автомобіль базувався на однаковій з Citroën BX платформі. 405 був доступний в передньопривідній та повнопривідній модифікаціях, з типами кузова седан і універсал. Peugeot 405 - це типовий представник французького виробника. У зовнішньому вигляді одночасно присутня елегантність і трішки агресивності. Кузов автомобіля, виготовлений з листового заліза, і захищений від корозії. Інтер'єр відмінно продуманий і має привабливий зовнішній вигляд. Всі модифікації цього Пежо оснащені 4-циліндровим двигуном, об'ємом від 1,4 до 2,0 літрів, атмосферні або з турбонаддувом. Двигуни працюють в парі з 5-ступінчастою механічною коробкою передач, хоча зустрічаються і екземпляри, оснащені автоматичною КП. Потужність двигуна може варіюватися від 65 до 160 кінських сил, в залежності від об’єму. 

## Хронологія
- 1987 Почалося виробництво седана з бензиновими двигунами потужністю 65, 92, 110, 125 і 160 к.с.
- 1988 Нові дизельні двигуни потужністю 70 і 90 к.с. Розпочато випуск універсалів під назвою 405 Break.
- 1989 Вироблено 500,000 автомобілів.
- 1990 Модернізовані приладова панель, кермо і шумоізоляція.
- 1992 Рестайлінг.
- 1995 На зміну 405 приходить 406.
- 1996 Припинено виробництво седана в Європі.
- 1997 Припинено виробництво універсала в Європі.

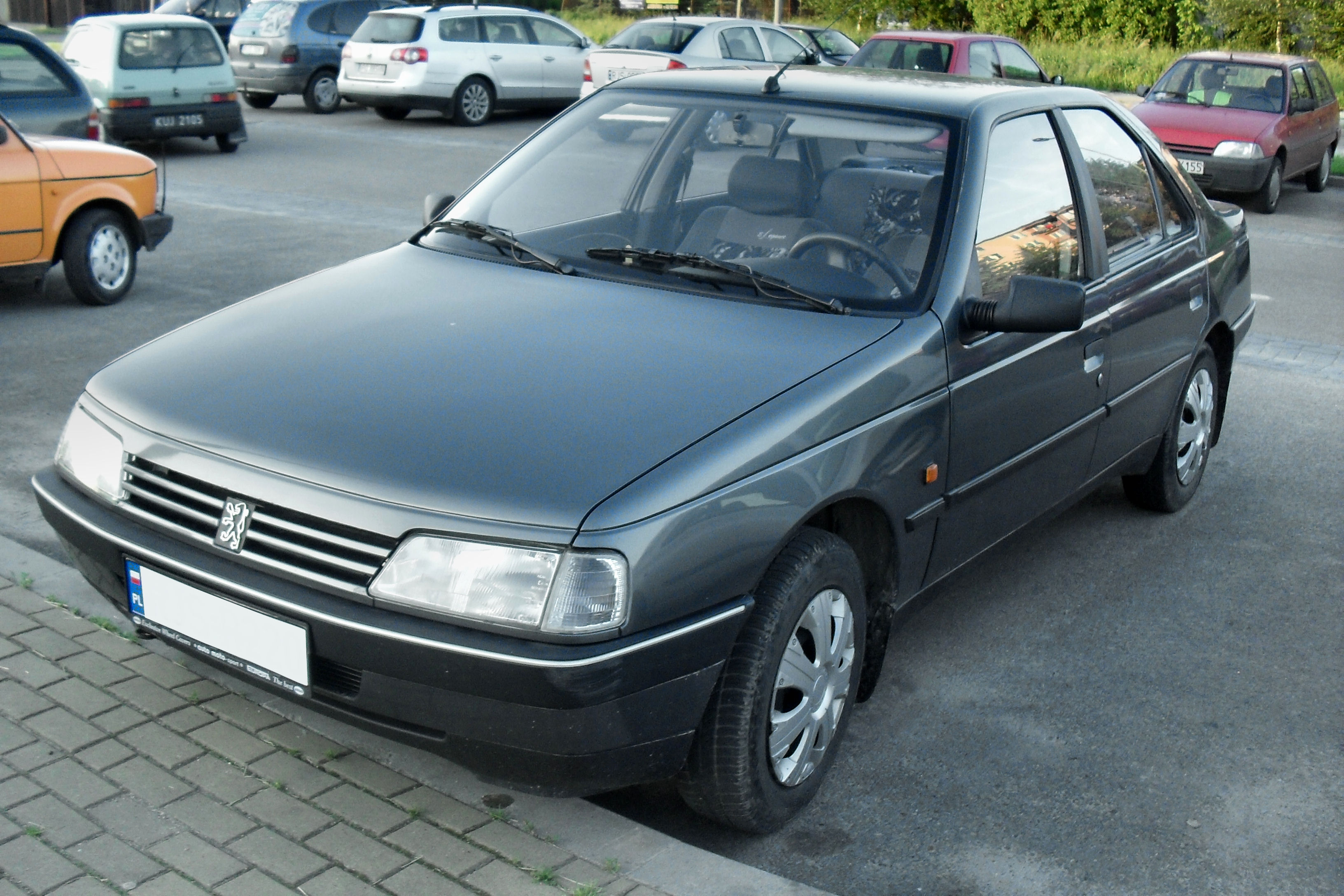
Peugeot 405 (1992-1996)
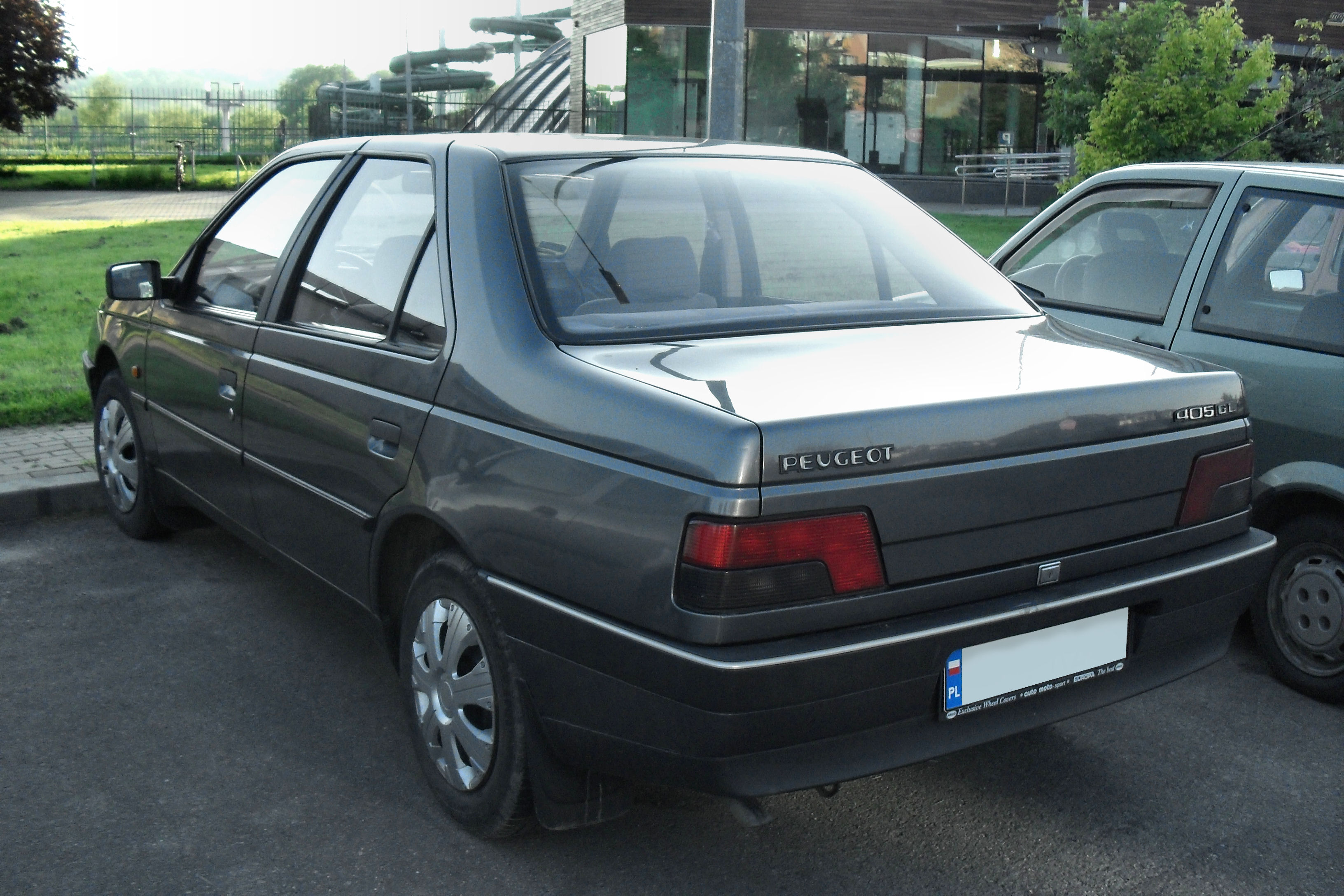
Peugeot 405 (1992-1996)

### Peugeot 405 T16

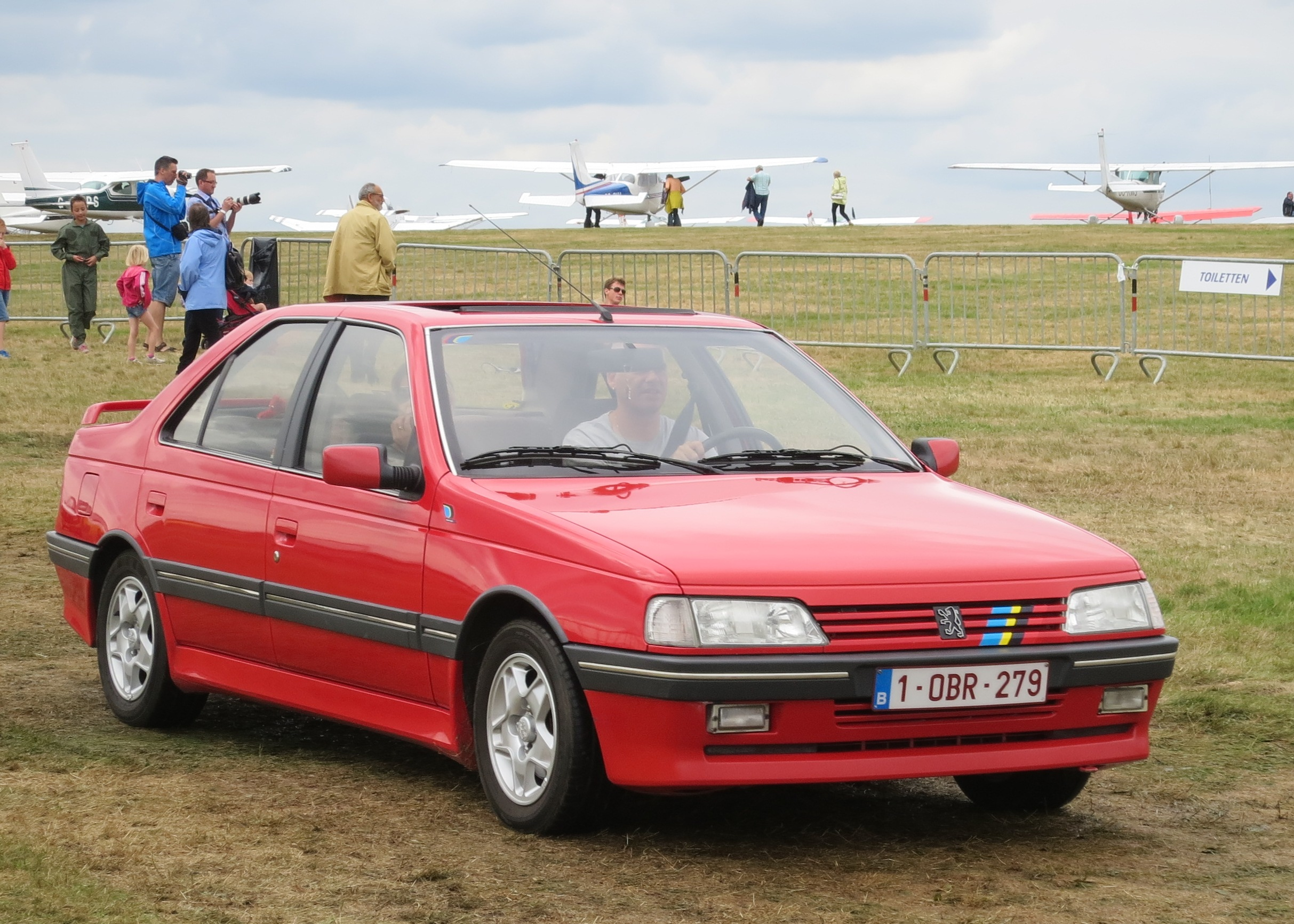
Peugeot 405 Mi16x4

Оспортивлений Peugeot 405 T16 був рідкісною моделлю - всього з 1992-го по 1995 рік було зроблено 1046 машин, з яких 46 потрапили в жандармерію. Не дивно, адже дволітровий турбомотор видавав 200 к.с. і 297 Нм, а в режимі overboost на 45 секунд потужність підскакувала до 220 к.с. і 324 ньютон-метрів. Був вибір і у тих, хто хотів повнопривідний 405, але не готовий був платити 60 тисяч марок. Французи пропонували версії SRi x4 і Mi16x4 з жорстко підключаємим і постійним повним приводом відповідно. Віддача цих модифікацій варіювалася від 123 до 162 к.с. 

### Великобританія
На момент запуску в січні 1988 року 405 був доступний з карбюраторними двигунами 1,6 і 1,9, а також 1,9 з інжекторним двигуном . На момент запуску були доступні як дизельні, так і бензинові двигуни. 
- Кінець 1988 року: дебют потужної моделі Mi 16. Додано універсал і 1,8-літровий турбодизель .
- Кінець 1989: додано повнопривідний Mi16x4, GRiX4.
- 1990: Оновлення інформаційної панелі.
- 1992: Оновлення салону, бензиновий двигун 1.9s замінено на 2.0 з каталізатором .
- 1994: підсилювач керма та дистанційний центральний замок стають стандартними для всіх моделей. Додана подушка безпеки водія .
- 1995: додано моделі Executive і Quasar.
- 1996: седан 405 замінено на 406. Універсал переглянуто та продано до заміни на 406 універсал у 1997 році.

Інші двигуни включали 1.4, 1.6 і 1.8. Серед інших стилів — GE, GL, GLx4, GLD, GLDT, GR, GTXi, GTXDT, Le Mans, LX, Mi, Style D, Style DT, Quasar, SRi, SRDT, STi та STDT. 

### Північна Америка
З кінця 1988 року в Північній Америці продавалися три версії седана 405; 1,9-літровий DL і добре обладнаний S (зі стандартними шкіряними сидіннями), обидва потужністю 110 к.с. (82 кВт), а також Mi16 потужністю 150 к.с. (112 кВт).  DL і S також були доступні у формі універсала під назвою Sportswagon.  Peugeot пішов з ринків Сполучених Штатів і Канади після 1991 модельного року. 

### Іран

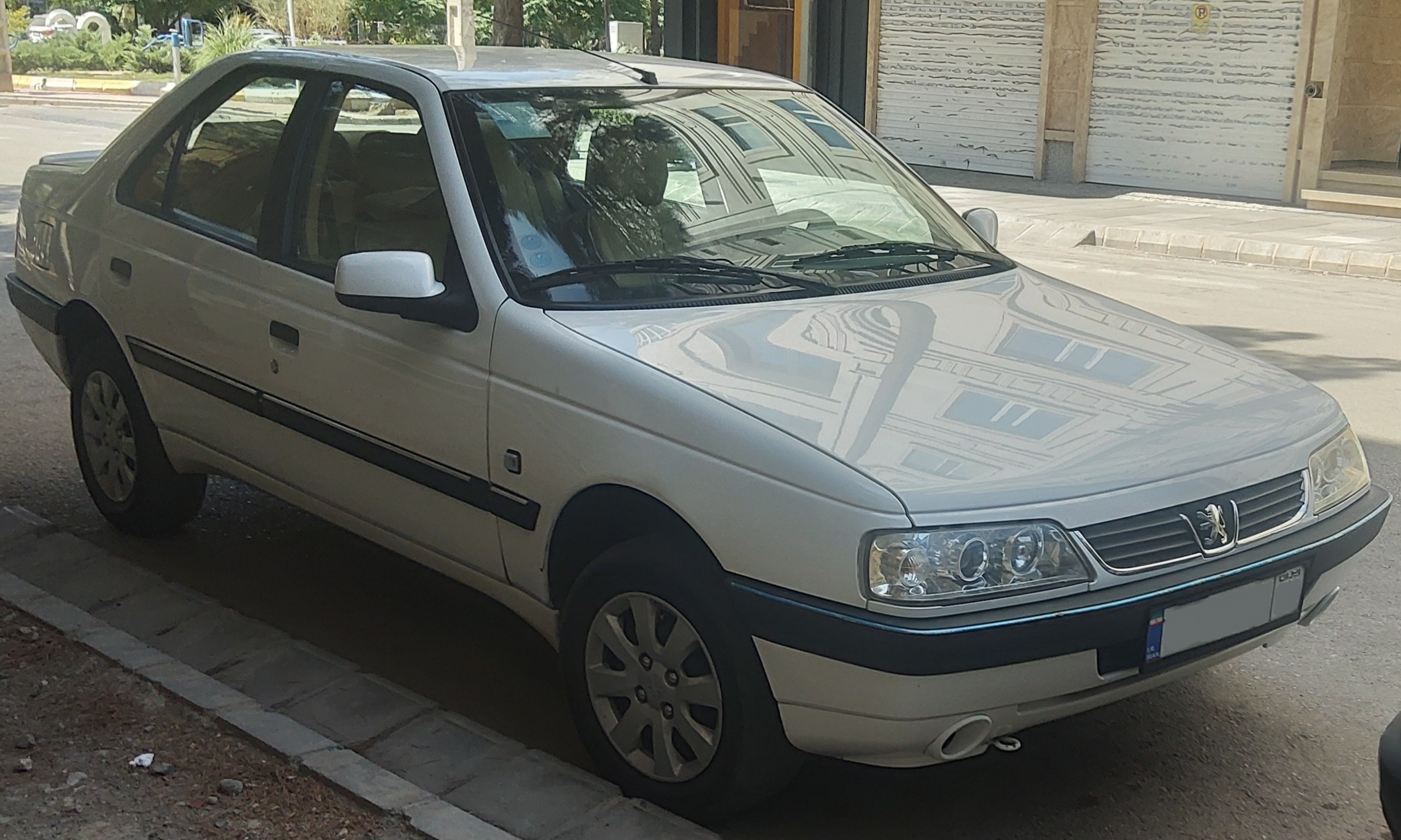
Peugeot 405 SLX, дуже легкий фейсліфт виробництва Iran Khodro.

Iran Khodro також виробляє кілька моделей, заснованих на 405. Peugeot Pars, також відомий як Peugeot Persia, є оновленим 405 із оновленим дизайном передньої частини, включаючи прозорі лінзи для ламп і переглянуту задню частину. Peugeot RD — це задньопривідний автомобіль із кузовом 405 і механічними деталями від Paykan .  З 2006 року він продається на деяких ринках Близького Сходу як Peugeot ROA . 
Samand, який був розроблений як «національний автомобіль» для Ірану, також базується на платформі 405. Він замінив довгостроковий Paykan , який базувався на Hillman Hunter , предку (з точки зору корпоративної власності та позиціонування моделі) 405, який вироблявся Rootes Group і Chrysler UK з 1963 по 1979 рік, коли Peugeot придбала європейські операції Chrysler.
Iran Khodro, провідний іранський виробник автомобілів, випускає такі моделі Peugeot 405:

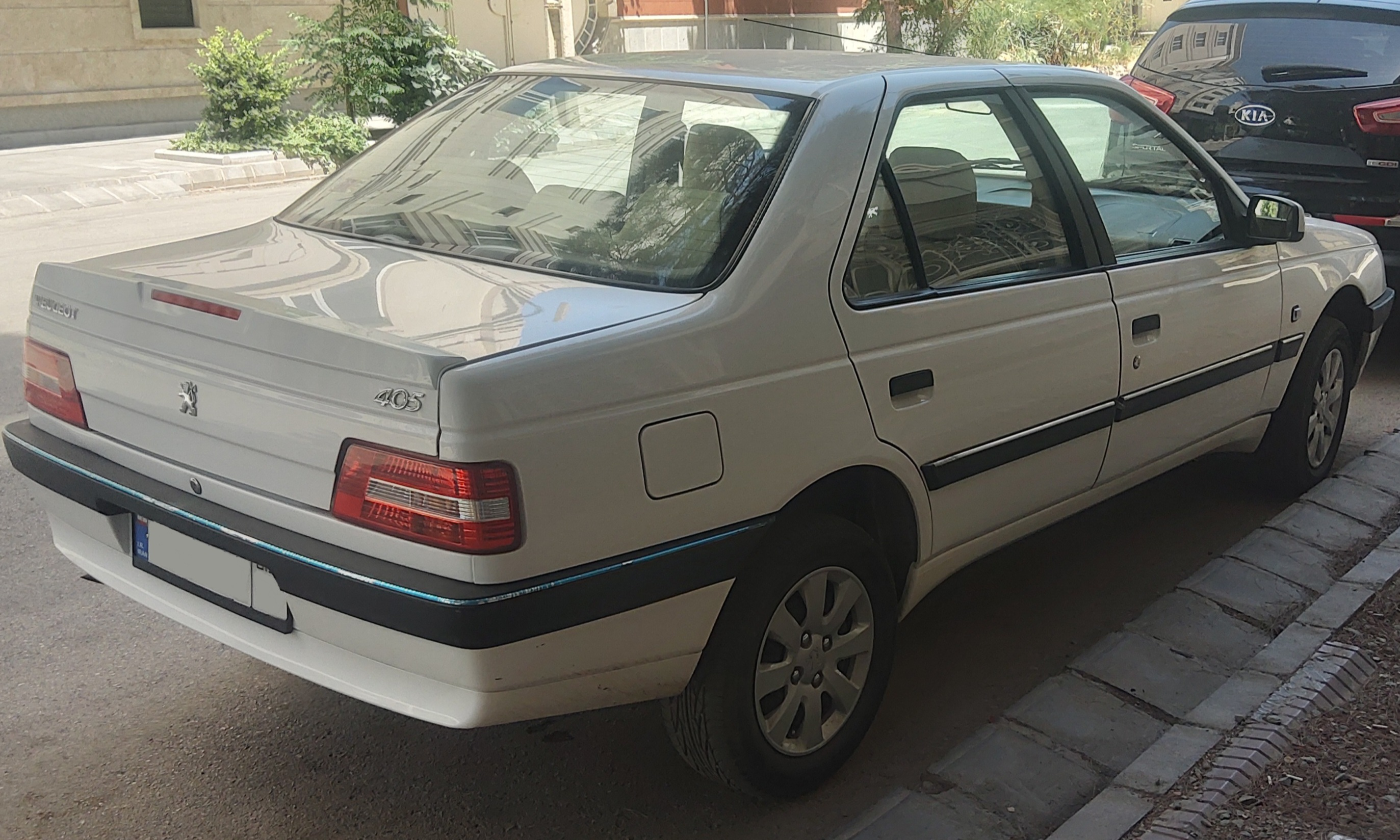
Peugeot 405 SLX, дуже легкий фейсліфт виробництва Iran Khodro.

- Peugeot 405 GL/GLX з 8-клапанним карбюраторним двигуном 1,6 і 1,9 л, ця модель була знята з виробництва в 2002 році.
- Peugeot 405 GLX з 8-клапанним двигуном 1,8 л і модифікованими опціями, виробництво бензинової моделі припинено в 2020 році. А в 2022 році на заводі Iran Khodro в Тебрізі було припинено виробництво моделі SLX з двигуном TU5 разом із Samand.
- Peugeot 405 SLX з 1.6L 16 клапанним двигуном PSA TU5, перероблена панель приладів з двома подушками безпеки, гальма ABS. Виробництво цієї моделі було припинено в 2022 році
- Peugeot Pars : сучасний рестайлінг 405 у чотирьох моделях з двигунами 1,8 л з 8 клапанами, 1,9 л з 8 клапанами, 1,6 л з 16 клапанами (двигун PSA TU5) і 1,8 л з 16 клапанами.
- Peugeot RD і ROA: Дешевші моделі, які використовують восьмиклапанний двигун Hillman Avenger (Paykan) у кузові 405. RD використовує оригінальну 1,6-літрову версію, яка була модернізована до 1,7-літрової в ROA. Виробництво цих моделей було припинено в 2011 році.
- IKCO Samand , Soren , Dena і Dena Plus : національні автомобілі Ірану, розроблені на платформі 405
- IKCO Arisun : під брендом Iran Khodro, але все ще в основному базується на 405. Це утилітарне купе, яке виробляється з 2015 року.

## Двигуни
У наступній таблиці наведено характеристики основних версій Peugeot 405.